# IMSR

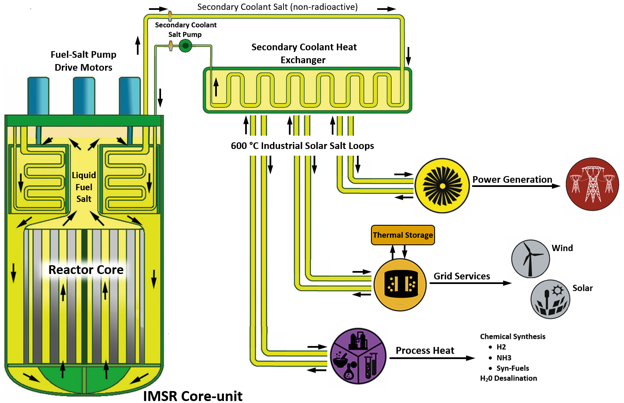
Projekt IMSR

Integral Molten Salt Reactor (IMSR) – projekt małego reaktora modułowego wykorzystującego technologię reaktora ze stopioną solą i oparty ściśle na projekcie DMSR (Denatured Molten Salt Reactor) z Oak Ridge National Laboratory, zawiera elementy wykorzystane w projekcie SmAHTR (Small Modular Advanced High Temperature Reactor). IMSR jest opracowywany przez Terrestrial Energy Inc. (TEI) z siedzibą w Oakville, Kanada.
IMSR należy do klasy MSR DMSR i jest reaktorem „palnikowym”, który wykorzystuje paliwo płynne. Płyn z soli fluorowej mieszany z paliwem jądrowym jest równocześnie jego głównym czynnikiem chłodzącym, stanowi także podstawowe chłodziwo reaktora.

## Opis projektu

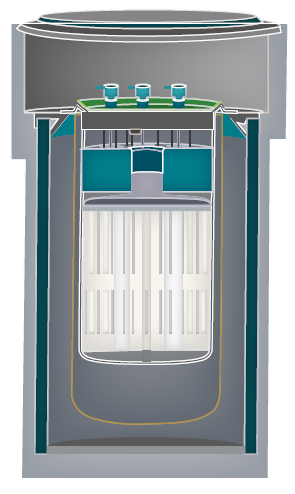
IMSR Core-unit, pierwotna obudowa i silos. Przekrój pokazuje elementy wewnętrzne jednostki IMSR Core, obudowy bezpieczeństwa i silosu strukturalnego. Jednostka rdzenia jest zamkniętym zbiornikiem reaktora, który zawiera moderator grafitu (przedstawiony na biało), pierwotną sól paliwową oraz główne wymienniki ciepła i pompy (pokazane na niebiesko). Razem stanowi to serce systemu IMSR. W rdzeniu jednostki sól paliwowa krąży między rdzeniem grafitowym a wymiennikami ciepła. Rdzeń jest umieszczony wewnątrz otaczającego go naczynia zwanego statkiem strażniczym. Cały moduł jednostki centralnej można wyjąć w celu wymiany. Statek wartowniczy, który otacza jednostkę rdzenia, działa jako naczynie bezpieczeństwa

IMSR to w kompaktowy, szczelny i wymienny reaktor jądrowy (jednostka IMSR Core) i zawiera wszystkie podstawowe elementy reaktora jądrowego, które działają na płynnym stopionym paliwie z soli fluorowej oraz moderator, główne wymienniki ciepła, pompy i pręty wyłączające.
IMSR należy do klasy MSR DMSR. Dlatego wykorzystuje paliwo dominujące uranu z prostym konwertorem (znanym również jako „palnik”) celem cyklu paliwowego. W konstrukcji wykorzystuje się paliwo o niskim poziomie wzbogaconego uranu, podobnie jak w większości działających reaktorów energetycznych. Paliwem IMSR jest tetrafluorek uranu (UF4). To paliwo jest zmieszane z solami nośnika, którymi są również fluorki, takie jak fluorek sodu (NaF), fluorek berylu (BeF2) i/lub fluorek litu (LiF). Te sole nośników zwiększają pojemność cieplną paliwa (chłodziwa) i obniżają temperaturę topnienia paliwa.
Ciekła mieszanina paliwo-chłodziwo jest przepompowywana przez rdzeń reaktora jądrowego, który jest moderowany przez elementy grafitowe, co czyni ten układ termicznym reaktorem neutronowym. Po podgrzaniu rdzenia, pompy przepychają ciekłe paliwo przez wymienniki ciepła umieszczone wewnątrz zbiornika reaktora. Wszystkie główne komponenty, wymienniki ciepła itp. są umieszczone wewnątrz zbiornika reaktora. Zintegrowana architektura reaktora pozwala uniknąć stosowanie zewnętrznych przewodów rurowych dla paliwa, które mogą przeciekać lub pękać.
Przewody zewnętrzne do zbiornika reaktora zawierają dwie dodatkowe pętle solne w szeregu: wtórną, nieradioaktywną sól chłodzącą, a następnie kolejną (trzecią) sól chłodzącą. Te pętle soli działają jako dodatkowe bariery dla radionuklidów i zwiększają pojemność cieplną systemu. Umożliwia to łatwiejszą integrację z końcem radiatora i instalacje wykorzystujące standardowe przemysłowe turbiny parowe.
Jednostka IMSR Core została zaprojektowana do całkowitej wymiany po 7-letnim okresie eksploatacji. Podczas pracy, małe świeże wsady paliwa lub soli są okresowo dodawane do układu reaktora. Ten internetowy proces tankowania nie wymaga mechanicznych maszyn do uzupełniania paliwa wymaganych dla systemów reaktorów na paliwo stałe.
Te cechy konstrukcyjne opierają się na dwóch wcześniejszych projektach stopionej masy z laboratorium Oak Ridge National Laboratory (ORNL) – denaturowanego reaktora ze stopioną solą ORNL (DMSR) z 1980 i chłodzonego solą małego modułowego reaktora wysokotemperaturowego (SmAHTR), projekt z 2010. DMSR wprowadzony do projektu IMSR wykorzystuje stopione paliwo solne i moderator grafitu w uproszczonej konstrukcji konwertera z wykorzystaniem LEU z okresowym uzupełnieniem paliwa LEU. W większości wcześniejszych projektów dotyczących reaktorów ze stopioną solą gromadzono więcej paliwa niż potrzebne było do jego działania. Reaktory konwertorowe lub „palnikowe”, takie jak IMSR i DMSR, mogą również wykorzystywać pluton z obecnego zużytego paliwa jako źródła paliwa do uzupełniania. Nowsza propozycja SMAHTR dotyczyła niewielkiego, modułowego reaktora zasilanego paliwem TRISO chłodzonego stopioną solą.
W 2016 roku firma Terrestrial Energy zgłosiła projekt IMSR do przeglądu w Kanadyjskiej Komisji Bezpieczeństwa Jądrowego. W grudniu 2018 przegląd wszedł w drugą fazę tego procesu.

## Terrestrial Energy
Firma Terrestrial Energy już wcześniej pracowała nad projektem w 3 różnych rozmiarach, wytwarzającym odpowiednio 80 MW, 300 MW i 600 MW mocy cieplnej oraz 33, 141 i 291 MW energii elektrycznej, stosując standardowe przemysłowe turbiny parowe. Niedawne dokumenty publiczne wskazują na konstrukcję termiczną 400MW. Proponowane są standardowe turbiny parowe klasy przemysłowej, możliwa jest także kogeneracja lub skojarzone wytwarzanie ciepła i energii.

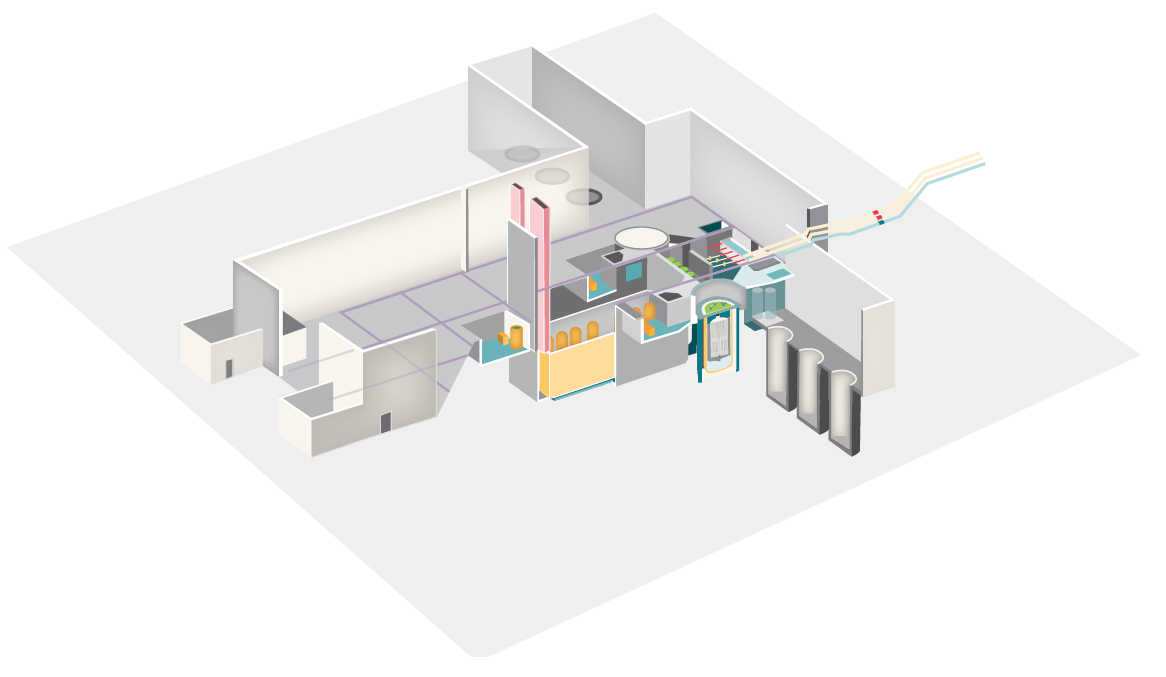
Obiekt IMSR w widoku

Firma Terrestrial Energy twierdzi, że pierwsze komercyjne IMSR będą licencjonowane i będą działać w roku 2020.

## Wymienna jednostka rdzenia
Kiedy ekspozycja moderatora grafitu na strumień neutronów powoduje, że zaczyna się zniekształcać poza dopuszczalne granice, zamiast usuwania i zastępowania moderatora grafitu, cała jednostka IMSR Core jest zastępowana nową. Obejmuje to pompy, silniki pomp, pręty wyłączające, wymienniki ciepła i moderator grafitu, z których wszystkie znajdują się wewnątrz naczynia lub są bezpośrednio do niego przymocowane. Aby ułatwić wymianę, konstrukcja wykorzystuje dwa silosy reaktora w obudowie reaktora, jeden działający i jeden nieczynny z pustym, zużytym modułem rdzeniowym w trybie chłodzenia. Po 7 latach pracy jednostka rdzenia zostaje zamknięta i schładza się, aby umożliwić rozpad krótkotrwałych nuklidów promieniotwórczych. Po tym okresie schładzania zużyta jednostka rdzenia zostaje wyjęta i wymieniona.
Jednocześnie nowa jednostka rdzenia jest instalowana i aktywowana w drugim silosie. Wiąże się to z podłączeniem do wtórnego (chłodziwa) rurociągu solnego, umieszczeniem głowicy zabezpieczającej i tarczą biologiczną oraz załadowaniem świeżej soli paliwowej. Głowica zabezpieczająca zapewnia podwójną obudowę (pierwsza to zamknięte naczynie reaktora) i nowa jednostka centralna może teraz rozpocząć swój 7-letni cykl działania.
Dostawca IMSR gromadzi zapieczętowane, zużyte jednostki IMSR Core i zbiorniki soli z wypalonym paliwem w silosach odpowiedniej klasy. Ten tryb operacyjny zmniejsza niepewność w odniesieniu do długiego okresu użytkowania materiałów i wyposażenia, zastępując je nowymi co eliminuje narastanie problemów związanych z wiekiem urządzenia, takich jak pełzanie lub korozja.

### Tankowanie online
IMSR wykorzystuje tankowanie online. Podczas pracy małe partie soli świeżej paliwa są okresowo dodawane do układu reaktora. Ponieważ reaktor wykorzystuje płynne paliwo cyrkulacyjne, proces ten nie wymaga skomplikowanych maszyn do mechanicznego uzupełniania paliwa. Naczynie reaktora nigdy nie jest otwierane, dzięki czemu zapewnia czyste środowisko pracy. Przez 7 lat paliwo nie jest usuwane z reaktora co różni je od reaktorów na paliwo stałe w których trzeba usuwać paliwo, aby zrobić miejsce na jakiekolwiek nowe zespoły paliwowe.

## Bezpieczeństwo
Reaktory jądrowe mają trzy podstawowe wymogi bezpieczeństwa:
- Kontrola
- Chłodzenie
- Ograniczania

### Kontrola
Reaktory jądrowe wymagają kontroli nad krytyczną reakcją łańcuchową. W związku z tym projekt musi zapewniać dokładną kontrolę szybkości reakcji rdzenia i musi umożliwiać niezawodne wyłączanie w razie potrzeby. Podczas rutynowych operacji IMSR opiera się na wewnętrznej stabilności kontroli reaktywności i nie ma prętów kontrolnych. To zachowanie jest znane jako ujemne sprzężenie zwrotne mocy – reaktor jest samostabilizujący się pod względem mocy i temperatury i jest scharakteryzowany jako reaktor obciążeniowy. Moc reaktora jest kontrolowana przez ilość ciepła usuwanego z reaktora. Zwiększone odprowadzanie ciepła powoduje spadek temperatury soli paliwa, co powoduje zwiększoną reaktywność, a to z kolei zwiększa moc. Odwrotnie, redukcja usuwania ciepła najpierw zwiększy temperaturę reaktora, obniżając reaktywność, a następnie zmniejsza moc reaktora. Jeśli całe odprowadzone ciepła zostanie utracone, moc reaktora spadnie do bardzo niskiego poziomu.
Jako urządzenie zapasowe (i metoda zatrzymania do konserwacji), IMSR wykorzystuje pręty wyłączające wypełnione absorberem neutronowym. Podobnie jak w przypadku innych reaktorów ze stopioną solą, reaktor można również wyłączyć poprzez odprowadzenie soli paliwowej z jednostki rdzeniowej do zbiorników magazynowych.

### Chłodzenie

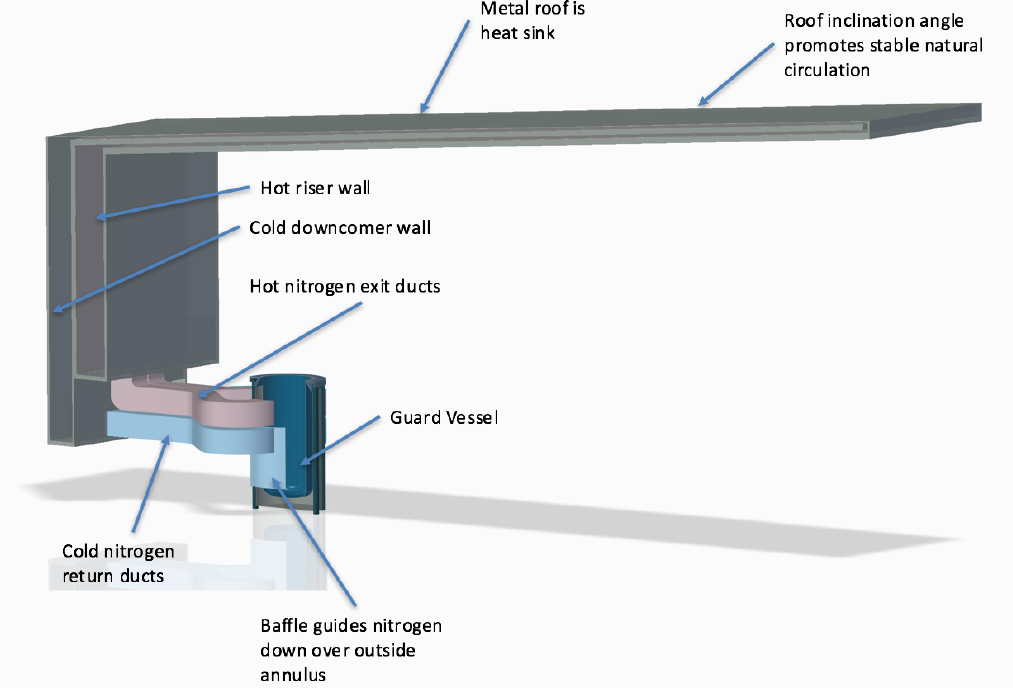
Sposób chłodzenia IMSR

Reaktor jądrowy jest systemem energii cieplnej – wytwarza ciepło, transportuje je i ostatecznie przekształca w ruch w silniku cieplnym, w tym przypadku w turbinie parowej. Takie systemy wymagają, aby ciepło było usuwane, transportowane i przekształcane w tym samym tempie, w jakim zostało wygenerowane.
Zasadniczą kwestią dla reaktorów jądrowych jest to, że nawet po zatrzymaniu procesu rozszczepiania jądra atomowego ciepło generowane jest na znacznym poziomie przez rozpad promieniotwórczy produktów rozszczepienia na wiele dni, a nawet miesięcy. Jest to znane jako rozpad ciepła i jest głównym motorem napędowym chłodzenia reaktorów jądrowych i musi zostać usunięte. W przypadku konwencjonalnych reaktorów lekkiej wody we wszystkich przewidywalnych okolicznościach przepływ wody chłodzącej musi być stale kontynuowany. W przeciwnym razie może dojść do uszkodzenia i stapiania (stałego) paliwa. Reaktory lekkiej wody pracują z lotnym czynnikiem chłodzącym, wymagającym działania pod wysokim ciśnieniem i rozprężania w sytuacjach awaryjnych.
IMSR zamiast tego wykorzystuje płynne paliwo pod niskim ciśnieniem. W IMSR nie występuje doprowadzanie chłodziwa do reaktora lub rozprężaniu reaktora. Chłodzenie IMSR jest pasywne. Ciepło w sposób ciągły rozprasza się z jednostki rdzenia. Podczas normalnej pracy strata ciepła jest zmniejszana przez umiarkowaną temperaturę zbiornika reaktora podczas normalnej pracy, w połączeniu ze stojącym powietrzem pomiędzy jednostką rdzeniową a naczyniem ochronnym, co pozwala wykorzystać promiennik ciepła. Promieniowanie ciepła jest silną funkcją temperatury i jakikolwiek wzrost temperatury rdzenia szybko zwiększy straty ciepła. Po wyłączeniu pierwotnych pomp solnych reaktor pasywnie obniża moc do bardzo małego poziomu. Może on nadal nagrzewać się powoli przez małe, ale stałe ciepło rozpadu, jak opisano wcześniej. Ze względu na dużą pojemność cieplną grafitu i soli, nagrzewanie jest powolne. Powolne nagrzewanie powoli zwiększa utratę ciepła promieniowania cieplnego, a następnie utratę ciepła z samego naczynia strażniczego do powietrza zewnętrznego. Niskociśnieniowy przepływ azotu przez naturalną konwekcję na zewnątrz zbiornika strażniczego, transportujący ciepło do dachu budynku reaktora metalowego. Ten dach zapewnia wymaganą pasywną utratę ciepła, działając jak gigantyczny grzejnik zewnętrzny. W wyniku tego utraty ciepła są zwiększane, podczas gdy ciepło zaniku naturalnie spada osiągając równowagę, w której temperatury osiągają najwyższą wartość, a następnie spadają. Dynamika cieplna i bezwładność całego układu jednostki rdzenia w silosie zamykającym wystarcza do pochłonięcia i rozproszenia ciepła rozpadu. W perspektywie długoterminowej, gdy rozpad ciepła rozproszy się prawie całkowicie, a instalacja nie zostanie odzyskana, reaktor zwiększy moc do poziomu strat ciepła IRVACS i pozostanie na tym niskim poziomie mocy (i normalnej) przez czas nieokreślony
Stopione sole są doskonałymi płynami przenoszącymi ciepło, o objętościowej pojemności cieplnej jak woda i dobrym przewodnictwie cieplnym.

### Ograniczenie
Wszystkie reaktory ze stopioną solą mają cechy, które przyczyniają się do bezpieczeństwa zamknięcia. Dotyczą one głównie właściwości samej soli. Sole są chemicznie obojętne. Nie palą się i nie są palne. Sole mają niską lotność (wysoka temperatura wrzenia około 1400 °C), pozwalając na niskie ciśnienie robocze rdzenia i pętli chłodzenia. Zapewnia to duży margines powyżej normalnej temperatury roboczej około 600 do 700 °C. Umożliwia to pracę przy niskich ciśnieniach bez ryzyka wrzenia chłodziwa / paliwa.
Wysoka stabilność chemiczna soli wyklucza energetyczne reakcje chemiczne, takie jak wytwarzanie i detonację gazu wodorowego i spalanie sodu, które mogą stanowić wyzwanie dla projektu. Sól fluorkowa reaguje z wieloma produktami rozszczepienia tworząc chemicznie stabilne, nielotne fluorki, takie jak fluorek cezu. Podobnie większość innych produktów rozszczepienia wysokiego ryzyka, takich jak jod, rozpuszcza się w soli paliwowej, tworząc sole jodkowe.
IMSR ma również wiele fizycznych barier ograniczających. Używa zamkniętej, zintegrowanej jednostki reaktora i jednostka ta jest otoczona przez naczynie strażnicze po swojej stronie i na dnie, otoczone gazoszczelnym stalowym i betonowym silosem. Jednostka rdzenia jest pokryta od góry stalową obudową bezpieczeństwa, która jest sama pokryta grubymi okrągłymi płytami stalowo-betonowymi. Płyty służą jako osłona przed promieniowaniem i zapewniają ochronę przed zagrożeniami zewnętrznymi, takimi jak wybuchy lub przebicie samolotu. Budynek reaktora zapewnia dodatkową warstwę ochronną przed takimi zagrożeniami zewnętrznymi, a także kontrolowaną strefą ograniczoną przez filtrowanie powietrza.
Większość reaktorów ze stopioną solą wykorzystuje grawitacyjny zbiornik spustowy jako awaryjny zbiornik magazynowy na sól stopionego paliwa. IMSR celowo unika tego zbiornika spustowego. Konstrukcja IMSR jest prostsza i eliminuje linię drenażu oraz towarzyszące mu ryzyko z penetracji statków o niskim poziomie. Rezultatem jest bardziej zwarta, solidna konstrukcja z mniejszą liczbą części i kilkoma scenariuszami awarii.

## Ekonomia
W ekonomice reaktorów jądrowych dominuje koszt kapitału, koszt budowy i finansowania budowy obiektu. Koszty paliwa i eksploatacji są stosunkowo niskie.
Ze względu na dominację kosztów kapitałowych, większość reaktorów jądrowych dąży do obniżenia kosztów 1 Wata energii przez zwiększenie całkowitej mocy wyjściowej systemu reaktora. Jednak często prowadzi to do bardzo dużych projektów, którymi trudno jest zarządzać i standaryzować.
Terrestrial Energy jest za innym podejściem, aby stworzyć bardziej zwarty, bardziej wydajny system reaktorów.

### System bezpieczeństwa
Duża część kosztów związanych z reaktorami jądrowymi wiąże się z bezpieczeństwem oraz wynikającymi z niego wymaganiami jakościowymi i regulacyjnymi, które mogą prowadzić do wzrostu kosztów. Podejście IMSR polega raczej na wewnętrznych i pasywnych funkcjach bezpieczeństwa, niż skomplikowanych aktywnych systemach, potencjalnie obniżających koszty w tym ważnym obszarze, przy jednoczesnym zwiększeniu profilu bezpieczeństwa.
Do kontroli wykorzystuje się regulację mocy reaktora przez reaktywne sprzężenie zwrotne, a nie układ sterowania reaktora z aktywnie pozycjonującymi prętami kontrolnymi.
Do chłodzenia, ciągły, pasywny system chłodzenia oparty na stratach ciepła, umożliwiający usuwanie ciepła z wysokiej jakości.
W przypadku obudowy, właściwości soli zapewniają kluczową różnicę dla reaktorów chłodzonych wodą. Sole mają niskie ciśnienia pary i wysokie temperatury wrzenia i są chemicznie stabilne. Wysokie ciśnienia i zagrożenia wodorowe są w ten sposób eliminowane z konstrukcji obudowy ograniczającej, zmniejszając wymaganą objętość obudowy, ciśnienie obliczeniowe i towarzyszące koszty. Wysoka retencja soli cezu redukuje dostępny termin źródłowy w wypadku, dodatkowo zmniejszając podstawowy profil ryzyka.

### Skuteczność
Najważniejszym czynnikiem wpływającym na ekonomiczność elektrowni jądrowej wytwarzającej energię elektryczną jest sprawność konwersji ciepła na energię elektryczną. Wynika to z faktu, że wielkość przychodów generowanych z elektrowni jądrowej o danej mocy cieplnej reaktora jest proporcjonalna do wydajności konwersji mocy, co znaczy ile ciepła jest faktycznie przetwarzane na energię elektryczną doprowadzoną do sieci. Reaktory ciśnieniowe i wrzące mają stosunkowo niską wydajność, zwykle około 32–34%. Wyższa temperatura soli w IMSR zapewnia gorętsze, przegrzane wytwarzanej pary, co daje wydajność w zakresie 45–48%. Z tego powodu IMSR wytwarza około 1,4 razy więcej energii elektrycznej na jednostkę produkcji reaktora, co powoduje 40% wzrost produkcji energii elektrycznej (i przychodów).
Sprawność jądrowa jest mniej ważna dla gospodarki, ponieważ koszty paliwa w obiekcie jądrowym są niskie i zazwyczaj jest to około 0,15 do 0,3 centa na kWh, w zależności od cen uranu. Oprócz samego paliwa uranowego wykorzystanie wzbogacania zwiększa również koszt cyklu paliwowego. Wydajność nuklearna IMSR jest porównywalna do reaktora lekkowodnego, z mniejszym spalaniem paliwa, ale również niższym wymogiem średniego wzbogacania.

### Modułowość
Kluczowy czynnik kosztowy ma charakter wykorzystywanego sprzętu. Standaryzowane, wyprodukowane komponenty są tańsze niż specjalistyczne, a nawet niestandardowe komponenty. Kompaktowy rdzeń stanowi podstawę modułowości systemu IMSR. Jednostki centralne są identyczne i wystarczająco małe, aby można je było wyprodukować w kontrolowanym środowisku fabrycznym.

### Ciśnienie reaktora
Wysokie ciśnienie jest czynnikiem zwiększającym koszty dla każdego elementu, ponieważ zwiększa zarówno wymagania jakościowe, jak i wymagania materiałowe (grubość). Duże, wysokociśnieniowe komponenty wymagają skomplikowanych spawów i odkuwek o ograniczonej dostępności. Typowe ciśnienie robocze dla PWR wynosi ponad 150 atmosfer. Ze względu na niską prężność par i wysoką temperaturę wrzenia soli, jednostka Core działa przy ciśnieniu atmosferycznym lub bliskim ciśnieniu atmosferycznemu (innym niż kilka atmosfer ciśnienia od ciężaru hydrostatycznego soli), pomimo wyższej temperatury roboczej. Skutkuje to lżejszymi, cieńszymi komponentami, które są łatwiejsze do wytworzenia i modularyzacji.

### Inne rynki
Istnieją różne zastosowania nieelektryczne, które mają duże zapotrzebowanie rynku na energię jak formowanie parowe, produkcja papieru i masy celulozowej, produkcja chemikaliów i tworzyw sztucznych itd. Reaktory na wodę lekką są mniej odpowiednie dla większości z tych rynków ze względu na niską temperaturę roboczą wynoszącą około 300 °C i duży rozmiar reaktorów. Mniejszy rozmiar IMSR i wyższa temperatura pracy (około 700 °C) mogą potencjalnie otworzyć nowe rynki w tych zastosowaniach ciepła procesowego. Ponadto potencjalnie atrakcyjna jest również kogeneracja, produkcja energii cieplnej i elektrycznej.